# Antonia Soria Ramírez
Antonia Soria Ramírez (Villamartín, Cádiz, 1944), de nombre artístico Mónica Soria,  fue la primera mujer transexual española a la que se le aprobó el cambio de nombre y sexo en su DNI.

## Biografía
Soria, hija de jornaleros agrícolas, emigró con 19 años a Alemania (entonces la República Federal de Alemania). Tras trabajar por un tiempo en el sector industrial, empezó a trabajar en el mundo del espectáculo con el nombre artístico de Mónica Soria.
Se sometió a una operación de reasignación de sexo en 1981 en Casablanca (Marruecos), y en 1983, inició el procedimiento legal en la audiencia de Cádiz para cambiar legalmente su nombre y género en el Registro Civil. Se le reconoció legalmente este derecho en 1985, convirtiéndose en la primera persona transexual en poder llevar a cabo este cambio en España. El fiscal jefe de la Audiencia Provincial de Cádiz, Jaime Ollero, recurrió esta sentencia, pero el Tribunal Supremo volvió a dar la razón a Soria en 1987.